# 1948 en Allemagne
Chronologie de l’Allemagne
- 1944
- 1945
- 1946
- 1947
- 1948
- 1949
- 1950
- 1951
- 1952

Cet article présente les faits marquants de l'année 1948 en Allemagne.

## Évènements
- Blocus de Berlin

## Février
- 20 février : accord franco-anglo-américain stipulant que toute la production sarroise de charbon reviendra à la France au 1er avril 1949.
- 23 février : début de la deuxième conférence de Londres (fin le 6 mars puis du 20 avril au 2 juin) ; elle recommande un gouvernement fédéral pour l’Allemagne de l’Ouest et son adhésion au plan Marshall, puis lors de sa deuxième cession autorise les Allemands à rétablir leur unité dans le cadre d’une forme de gouvernement libre et démocratique et de recouvrer progressivement leur pleine responsabilité gouvernementale.

## Mars
- 17 - 18 mars : le Congrès du Peuple allemand réunit à Berlin-Est constitue le Conseil du peuple allemand (Volksrat), mené par le Parti socialiste unifié. Il organise un plébiscite pour l’unité allemande met en place un comité constituant sous la direction d’Otto Grotewohl .
- 20 mars : en désaccord avec les mesures prises dans les zones d’occupation occidentales, le délégué soviétique quitte le Conseil de contrôle interallié mis en place par la conférence de Potsdam et qui cesse désormais de fonctionner.

## Avril
- 1er avril :
  - « petit blocus » de Berlin (strict contrôle des passagers et des marchandises par les Soviétiques).
  - rattachement économique de la Sarre à la France (suppression des droits de douane et des visas).
- 10 avril : fin du procès des Einsatzgruppen. Otto Ohlendorf est condamné à mort avec 13 autres personnes par le tribunal militaire américain de Nuremberg.

## Mai
- 15 mai : les sarrois peuvent circuler librement entre la France et la Sarre.

## Juin
- 3 juin : Publication des accords de Londres fixant le statut politique futur de l’Allemagne fédérale. Une Assemblée constituante et un gouvernement fédéral doivent être mis en place.

- 21 juin : réforme monétaire en Allemagne de l’Ouest (remplacement du Reichsmark par le Deutsche Mark).
- 23 juin : début du blocus de Berlin par les Soviétiques à la suite de la réforme monétaire. Les communications ferroviaires entre Berlin et l’Allemagne de l’Ouest sont interrompues (fin le 12 mai 1949). Réforme monétaire en zone soviétique.
- 23 et 24 juin : conférence de Varsovie réunissant les ministres des Affaires étrangères de l’URSS, l’Albanie, la Bulgarie, la Pologne, la Hongrie, la Tchécoslovaquie, la Roumanie, la Yougoslavie. Une déclaration condamne la division allemande, demande le contrôle des quatre puissances occupantes sur l’industrie lourde de la Ruhr et la formation d’un gouvernement démocratique unique pour l’Allemagne et la signature d’un traité de paix conformément à l’accord de Potsdam.

- 26 juin : mise en place par les Occidentaux d’un pont aérien avec Berlin-Ouest pour contourner le blocus.

## Juillet
- 1er juillet : les documents de Francfort sont remis aux ministres-présidents des länder occidentaux leur prescrivant de convoquer une assemblée constituante pour le 1er septembre.

- 8 - 10 juillet : conférence du Rittersturz, réunissant les ministres-présidents ouest-allemands sur les documents de Francfort.

- 15 juillet : création de la citoyenneté sarroise, reconnue seulement par la France et la Sarre.
- 31 juillet : fin du procès Krupp. Alfried Krupp est condamné par le tribunal militaire américain de Nuremberg à douze ans de prison et à la confiscation de ses biens. Il est amnistié en janvier 1951 par le haut-commissaire américain et sa fortune personnelle lui est restituée.

## Août
10 - 23 août : convention constitutionnelle d’Herrenchiemsee.

## Septembre
- 1er septembre : début de la rédaction de la Loi fondamentale de la République fédérale d'Allemagne par le Conseil parlementaire.

## Octobre
- 18 octobre : signature de l’accord de fusion du commerce extérieur des trois zones d’occupation de l’Allemagne (trizone).

## Décembre
- 5 décembre : victoire des sociaux-démocrates aux élections municipales dans les trois secteurs occidentaux de Berlin. Les communistes appelaient au boycottage.
- 28 décembre : accord des Six signé à Londres sur le statut de la Ruhr et création de l’autorité internationale de la Ruhr.